# 苏代忠
苏代忠（1948年7月26日—），教授，研究方向为设计与制造集成系统、基于互联网的协同设计制造系统、齿轮及蜗轮蜗杆传动等。诺丁汉特伦特大学先进设计与制造工程中心主任、联合国国际信息科学院院士、《设计工程》主编。中华人民共和国教育部第三批“长江学者”特聘教授，曾主持十多项欧盟、英国皇家协会、中国自然科学基金委等资助的研究课题。